# IC 966
IC 966 је лентикуларна галаксија у сазвјежђу Дјевица која се налази на листи објеката дубоког неба у Индекс каталогу.
Деклинација објекта је + 5° 24' 27" а ректасцензија 13h 58m 14,0s. Привидна величина (магнитуда) објекта IC 966 износи 13,6 а фотографска магнитуда 14,6. IC 966 је још познат и под ознакама UGC 8884, MCG 1-36-6, CGCG 46-21, PGC 49704.